# Daydream café
「Daydream café」（デイドリーム・カフェ）は、Petit Rabbit'sの楽曲。畑亜貴が作詞、大久保薫が作曲を手掛けた。

## 音楽性
本曲は、テレビアニメ『ご注文はうさぎですか?』のオープニングテーマとして制作された楽曲である。
当初は、当アニメの舞台に合わないポップな曲であることから、オープニングテーマの候補から却下されていたが、OP&EDテーマ制作担当の藤平直孝が意見を押し通し、本曲が採用された。
歌詞は同アニメを反映したようなキュートな内容になっており、特にサビではうさぎにちなんだフレーズが取り入れられている。そのため、佐藤聡美は同箇所が印象深かったことを明かしている。レコーディングでは佐倉綾音は歌詞に掛け合いや台詞に近いフレーズが含まれているために難しい印象を持ち、水瀬いのりも歌詞カードを見失ったり、チノの持ち味を出すのに苦労したという。
PVは、楽曲のために作成されたセットではなく喫茶店で撮影された。メンバー5人によるダンスシーンと各メンバーのソロシーンで構成されており、佐倉のパートにはパンを沢山食べるシーンが挿入されている。

## シングルリリース
2014年5月28日にNBCユニバーサルから発売された。
販売形態は初回限定盤（GNCA-0330）と通常盤（GNCA-0331）の2種リリースで、初回限定盤には本曲のPV・メイキング・TVスポットを収録したDVDが同梱されている。
初回限定盤のジャケットにはメンバー5人の写真が、通常盤のジャケットにはメンバー5人が同アニメで演じるキャラクターのイラストが描かれている。

## 評価
音楽雑誌『リスアニ!』の上田繭子は、「畑 亜貴×大久保 薫の全方位隙ナシ、“かわいい”の“かわいい”による“かわいい”のためのポップ・チューン」と評した。
NHKの企画『ニッポンアニメ100』で行われた「ベスト・アニソン100」（投票期間：2016年12月12日 - 2017年2月10日）では20位を獲得した。
2019年3月1日には、ソニー・ミュージックエンタテインメントのアニメソング人気投票キャンペーン「平成アニソン大賞」において作詞賞（2010年 - 2019年）に選出された。

## シングル収録内容
| 全編曲: 大久保薫。 |                                        |           |           |       |
| #                  | タイトル                               | 作詞      | 作曲      | 時間  |
| 1.                 | 「Daydream café」                      | 畑亜貴    | 大久保薫  | 3:48  |
| 2.                 | 「日常デコレーション」                 | うらん    | 大隅知宇  | 4:22  |
| 3.                 | 「Daydream café（Instrumental）」      |           |           | 3:46  |
| 4.                 | 「日常デコレーション（Instrumental）」 |           |           | 4:22  |
| 合計時間:          | 合計時間:                              | 合計時間: | 合計時間: | 16:21 |

| #  | タイトル                     | 作詞 | 作曲・編曲 |
| -- | ---------------------------- | ---- | ---------- |
| 1. | 「Daydream café」(MV)        |      |            |
| 2. | 「Daydream café」(MV Making) |      |            |
| 3. | 「Daydream café」(TV SPOT)   |      |            |

## チャート
| チャート（2014年）                     | 最高位 |
| -------------------------------------- | ------ |
| オリコン                               | 11     |
| Billboard JAPAN Hot 100                | 11     |
| Billboard JAPAN Hot Animation          | 3      |
| Billboard JAPAN Hot Singles Sales      | 6      |
| サウンドスキャンジャパン（初回限定盤） | 8      |

## カバー
- Poppin'Party - 『ご注文はうさぎですか?』とのコラボレーションの一環として、2019年4月26日にゲーム『バンドリ! ガールズバンドパーティ!』に収録[14]。同年12月発売のアルバム『バンドリ！ ガールズバンドパーティ！ カバーコレクション Vol.3』でCD初収録。
- Happy Around! - 『ご注文はうさぎですか?』とのコラボレーションの一環として、2021年6月21日にゲーム『D4DJ Groovy Mix』に収録[15]。
- 成宮すず（相川奏多）、兵藤雫（首藤志奈）、赤崎こころ（豊崎愛生）、ココア（佐倉綾音）、チノ（水瀬いのり） - 『ご注文はうさぎですか?』とのコラボレーションの一環として、2024年11月28日にゲーム『IDOLY PRIDE』に収録[16]。2024年12月25日に配信リリース[17]。